# Dimokratis
Dīmokratīs (Dημοκράτης) – czasopismo wydawane w Polsce przez uchodźców z Grecji w latach 1950–1984 w języku greckim z dodatkiem w języku macedońskim.

## Historia
W latach 1946–1949 do Polski przyjechało około 14 tysięcy greckich uchodźców. Wyjechali oni z kraju podczas trwającej wojny domowej w Grecji oraz po przegraniu jej przez komunistów. Początkowo większość Greków osiedlono w Zgorzelcu. Tam też w 1950 roku wydano pierwszy numer pisma „Dimokratis”. Założycielem był Delindas Stelios. Według jednego z badaczy pismo powstało z połączenia 2 stronicowego „Biuletynu Informacyjnego” i pisemka wydawanego dla osób przebywających w szpitalach „Demokracja”. Po przeniesieniu w 1952 roku Rady Gminy Demokratycznych Uchodźców Politycznych w Grecji (istniejącej od 1950 roku) do Wrocławia wraz z nią przeniosła się redakcja gazety.
W 1951 roku pismo wychodziło z podtytułem dziennik uchodźców z Grecji (kathīmerinī efīmerida tōn prosfygōn ap’ tīn Ellada). W styczniu 1954 roku zmieniono go na dziennik uchodźców z Grecji mieszkających w Polskiej Rzeczypospolitej Ludowej (kathīmerinī efīmerida tōn prosfygōn ap’ tīn Ellada poy zoyn stī L. D. tīs Polōnias), by w 1957 roku zmienić na organ uchodźców z Grecji żyjących w Polskiej Rzeczypospolitej Ludowej (organo tōn prosfygōn ap’ tīn Ellada pou zoun stī L. D. tīs Polōnias). W 1971 roku zmienił on się nieznacznie na organ uchodźców politycznych z Grecji w Polskiej Rzeczypospolitej Ludowej (organo tōn politkōn prosfygōn ap’ tīn Ellada stī L. D. tīs Polōnias). Od października 1974 roku pismo otrzymało podtytuł organ Związku Uchodźców Politycznych z Grecji w Polsce (organo tīs Enosīs Politkōn Prosfygōn apo tīn Ellada stīn Polōnia)
Gdy 8 grudnia 1984 roku Związek Uchodźców Politycznych z Grecji został przekształcony w Towarzystwo Greków w Polsce podjęło ono decyzję o zaprzestaniu wydawania własnego pisma

## Redakcja
W 1959 roku redakcja pisma zatrudniała 10 osób: 6 Greków i 4 Macedończyków. Pismo początkowo drukowano w Zgorzelcu. W 1951 roku zecernię i drukarnię przeniesiono do Wrocławia. Od 1957 roku druk pisma przejęło Wrocławskie Wydawnictwo Prasowe RSW „Prasa”. 
Redaktorzy naczelni:
- Wasilis Zafirys
- według Anny Kurpiel drugim z kolei redaktorem naczelnym był Macedończyk Kole Simiczijew[4]
- Micios Andreadakis (od 1952)
- Parisīs Angelidīs (od1957)

## Dodatki
Od samego początku do pisma dołączano dodatek w języku macedońskim noszący tytuł Demokrata. Liczba stron była różna i była związana z liczebnością Macedończyków w Polsce. W 1959 roku do 5 stron w języku greckim dołączono 3 w macedońskim, w latach 60. XX wieku pismo miało po 2 strony w każdym z języków, a w 1971, gdy wielu Macedończyków wyjechało do Bułgarii i pozostało w Polsce tylko 200–300 pochodzenia macedońskiego, z dodatku w ich języku zrezygnowano.
Do pisma dołączano dodatki: w latach 1955–1957 Gramata kai Tehnī (Literatura i sztuka), Mathītikos Dīmokratīs = Učeničeski Demokrat (Uczący się Demokrata) i Dīmokratīs tōn Mathītōn (Demokrata Uczniowski).

## Nakład i częstotliwość
Początkowo pismo wydawano w nakładzie 1200 egzemplarzy. Potem nakład zwiększono i do połowy 1957 roku wychodziło ono w nakładzie 3500 egzemplarzy.
W latach 1950–1957 pismo wydawano sześć razy w tygodniu. Od czerwca 1957 roku wydawano je dwa razy w tygodniu w objętości sześciu kolumn (trzy greckie i trzy macedońskie). W kwietniu 1959 roku ponownie zmieniono częstotliwość i pismo stało się tygodnikiem. Od 1976 roku ukazywał się tylko raz w miesiącu. 